# 里纳尔多·罗杰罗
里纳尔多·罗杰罗（義大利語：Rinaldo Roggero，1891年8月21日—1966年7月7日），意大利男子足球运动员，司职前锋。他曾代表意大利国奥队参加1920年夏季奥林匹克运动会足球比赛，获得第四名。